# Bombardamento di Bari
Il bombardamento di Bari fu un'azione d'attacco aereo effettuata dalla Luftwaffe nei confronti del naviglio alleato attraccato nel porto di Bari, città occupata dalle forze britanniche l'11 settembre 1943 in seguito alle operazioni di invasione dell'Italia continentale, durante la campagna d'Italia della seconda guerra mondiale.
La sera del 2 dicembre 1943, 105 bombardieri Junkers Ju 88 appartenenti alla Luftflotte 2 tedesca bombardarono le navi da trasporto ancorate alla fonda del porto; l'attacco causò grosse perdite per gli alleati, che non subivano un'incursione aerea a sorpresa di tale efficacia a un proprio porto dall'attacco giapponese di Pearl Harbor.
Lo scopo dell'attacco aereo era quello di rendere inagibile il porto, nel quale affluiva la maggior parte dei rifornimenti per le truppe dell'8ª Armata britannica e per le basi aeree alleate nell'area di Foggia. Otto navi cargo furono gravemente danneggiate mentre quelle affondate furono 17, i cui relitti bloccarono il porto per tre settimane. Gli anglo-americani, messi in difficoltà nell'approvvigionare le proprie truppe, dovettero quindi rallentare sia l'offensiva terrestre in Italia sia la costruzione degli impianti aeroportuali di Foggia. Durante l'attacco venne colpita la nave statunitense SS John Harvey, che trasportava un importante carico di bombe all'iprite, dalla quale fuoriuscirono per alcuni giorni una grande quantità di sostanze tossiche che contaminarono le acque del porto, i militari e i civili nella zona mentre le bombe inesplose finirono sul fondo delle acque del porto.

## Il contesto
In vista dell'imminente invasione nel sud Italia, l'aviazione anglo-americana aveva risparmiato dai bombardamenti il porto di Bari, considerato strategico come futuro centro di approvvigionamento dei rifornimenti per l'8ª Armata britannica e per l'aviazione alleata, che stava costruendo una decina di aeroporti nella zona di Foggia e in altre parti della regione. Tale decisione venne presa in seno all'offensiva aerea che gli alleati intendevano intensificare contro i centri industriali della Germania meridionale e contro le linee di rifornimento tedesche in Italia, e in questo senso l'utilizzo immediato degli aeroporti e dei porti della zona di Foggia fu considerato dagli alti comandi alleati di primaria importanza. Fu addirittura deciso che le operazioni di rifornimento del fronte nella testa di ponte di Salerno, avrebbero dovuto cedere il passo alle esigenze poste dall'allestimento di un complesso di grandi basi aeree nell'area di Foggia. 
Il trasporto dei bombardieri pesanti richiedeva un naviglio pari a quello necessario per trasferire due divisioni, e per mantenerli operativi occorreva una quantità di rifornimenti che sarebbe bastata per tutta l'8ª Armata. Il 1º dicembre 1943 la 15ª Forza aerea (Fifteenth Air Force), appena creata, installò a Bari il suo quartier generale, al comando del maggior generale James H. Doolittle, che si trasferì in riva al mare in un elegante edificio precedentemente utilizzato dall'aviazione italiana. Doolittle aveva il compito di intensificare i bombardamenti contro gli obiettivi strategici, come gli impianti aeronautici e le raffinerie tedesche, che erano l'obiettivo dei bombardieri alleati che partivano dalle basi del sud della Gran Bretagna. Le basi in Italia avrebbero però agevolato tali operazioni, considerando sia la minor distanza da coprire per i bombardieri situati nella zona di Foggia, sia la maggior clemenza delle condizioni atmosferiche italiane rispetto a quelle britanniche.
Inoltre l'aviazione alleata aveva il controllo totale dei cieli italiani e i bombardieri tedeschi a lungo raggio avevano compiuto solo otto incursioni in Italia dalla metà di ottobre in poi, di cui quattro contro Napoli a novembre. Quasi tre quarti degli aerei della Luftwaffe erano stati trasferiti in Germania per la difesa del Reich mentre i bombardieri alleati avevano costantemente aumentato la pressione contro gli aeroporti nemici, tanto che quel periodo venne soprannominato dagli aviatori alleati come i «giorni della festa del Reich».  Forte di questa situazione, nel pomeriggio del 2 dicembre 1943, il maresciallo dell'aria sir Arthur Coningham, comandante della Northwest African Tactical Air Force, tenne una conferenza stampa dove dichiarò che i tedeschi avevano perso la guerra aerea, e inoltre affermò: «Io lo considererei come un insulto personale se il nemico tentasse qualche azione significativa in quest'area».
La difesa aerea di Bari fu dunque trascurata; nessuna squadriglia di caccia della RAF aveva base lì, e i caccia che si trovavano nel raggio d'azione furono assegnati a scortare altri convogli o in missioni d'attacco, ma non per la difesa del porto, le cui difese a terra erano del tutto insufficienti.
Il comando della Luftwaffe, intenzionato a intralciare e rallentare i rifornimenti alleati che giungevano al porto di Bari, aveva pianificato da tempo un attacco contro le navi che giornalmente attraccavano nel porto, attendendo il momento propizio per eseguire tale operazione: esso fu fissato per i primi giorni di dicembre, quando la luna crescente avrebbe consentito una sufficiente visibilità ai piloti, e reso meno individuabili gli aeroplani.
Il 2 dicembre diverse decine di navi alleate si trovavano presso il porto di Bari; a causa delle poche ore di luce disponibili a dicembre, per accelerare lo scarico delle forniture il porto dopo il tramonto venne illuminato a giorno e stava lavorando a piena capacità. Fra le navi ancorate nel porto, al molo 29 era attraccata la nave di classe Liberty John Harvey comandata dal capitano Knowles, arrivata quattro giorni prima dopo un lungo viaggio che da Baltimora era proseguito con soste a Norfolk, Orano e Augusta. Il piroscafo attendeva al porto di scaricare il suo contenuto: 1350 tonnellate di bombe contenenti una sostanza tossica nota ai chimici come solfuro di dicloro-etile, o più comunemente iprite. Benché diversi funzionari fossero al corrente dell'insolito e pericoloso carico, fu data la precedenza ad altre navi che trasportavano forniture mediche e munizioni convenzionali, e la John Harvey rimase in attesa al molo a fianco ad altre quattordici imbarcazioni. U-Boote tedeschi erano presenti nell'Adriatico, e gli inquirenti conclusero in seguito che «la nave era nel posto più sicuro che si fosse riusciti a scovare in quel momento».

### I dubbi sulle armi chimiche
Durante l'operazione Torch, gli alleati non avevano trovato nessun deposito di armi chimiche dell'Asse e lo stato maggiore alleato ne riteneva «improbabile» l'uso, «se non in un momento critico della guerra, in cui una tale misura potrebbe essere ritenuta decisiva». Il comandante supremo delle forze alleate in Europa, Dwight Eisenhower, si chiese però se quel momento non stesse arrivando, e in base alle informazioni ricevute dai servizi segreti italiani, alla fine di agosto aveva informato il generale George Marshall che Berlino aveva «minacciato di ricorrere ai gas e attuare una vendetta terribile, se l'Italia si fosse rivoltata contro la Germania», anche per dare una lezione agli alleati titubanti. Lo stesso Winston Churchill, in una nota al presidente Roosevelt, aveva ritenuto possibile tale opzione, dato che da alcuni prigionieri tedeschi catturati dalla 5ª Armata statunitense era emerso che la Germania si stava preparando ad una guerra chimica, e gli alleati avevano allo stesso tempo raccolto notizie su un gas nuovo in preparazione in diciannove impianti in Germania e in altri paesi sparsi nell'Europa occupata dal Reich.
Nessun comandante alleato poteva ignorare il rischio che i tedeschi utilizzassero le armi chimiche, delle quali furono i primi utilizzatori durante l'attacco a Ypres nel 1915, ma poiché gli allarmi e le relazioni a tal proposito si susseguivano, in agosto Roosevelt ammonì Berlino che «ci sarebbe stata una rappresaglia immediata della stessa natura», e in questo senso le autorità militari alleate avevano autorizzato la costruzione di depositi chimici in Nordafrica per permettere una rappresaglia immediata in caso di attacco tedesco. Il Dipartimento di guerra statunitense aveva quindi stabilito di trasportare in segreto nel Mediterraneo una ingente quantità di gas venefici, sufficiente per una rappresaglia di 45 giorni sulla Germania, incluse più di 200.000 bombe a gas, e un grande quantitativo di iprite sarebbe stato immagazzinato in depositi di Foggia, cominciando proprio dal carico della John Harvey.

## L'attacco aereo tedesco

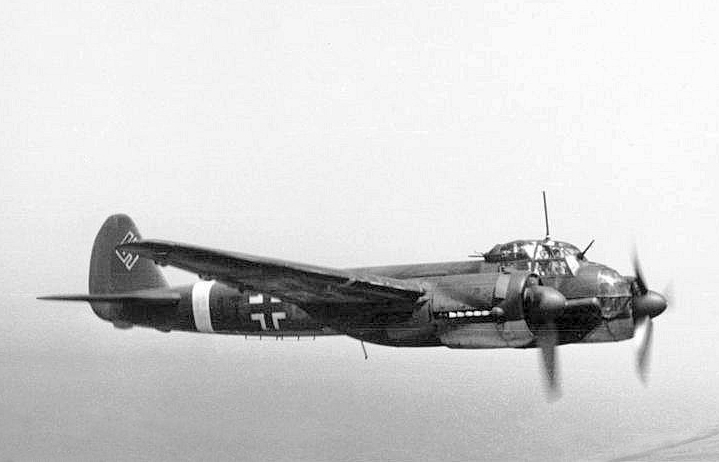
Uno Junkers Ju 88, il bombardiere impiegato dalla Luftwaffe durante il raid su Bari

Alle 17:30, mentre la maggior parte dei soldati alleati erano fuori servizio o si stavano svagando, un altro convoglio arrivò al porto di Bari, facendo salire il numero della navi ormeggiate a circa quaranta. Nel frattempo durante un volo di ricognizione fotografica sopra l'area di Bari, il pilota tedesco Werner Hahnd a bordo di un ricognitore Messerschmitt Me 210, volando ad alta quota, avvistò le oltre 40 navi ancorate. Il feldmaresciallo Albert Kesselring, comandante tedesco in Italia, con il suo stato maggiore aveva in precedenza considerato come possibili obiettivi i campi di aviazione alleati presso Foggia, ma alla Luftwaffe mancavano le risorse necessarie per attaccare con successo un così grande complesso. Il Generalfeldmarschall Wolfram von Richthofen, comandante della Luftflotte 2, aveva suggerito come alternativa Bari. Richthofen riteneva che paralizzando il porto si sarebbe potuto allentare la pressione dell'8ª Armata britannica contro le forze tedesche, e allo stesso tempo bloccare temporaneamente lo scarico dei rifornimenti nel porto. Egli comunicò a Kesselring che gli unici aerei disponibili erano i suoi bombardieri Junkers Ju 88, ed era in grado di radunarne 150 per il raid. Ma giunta la segnalazione da parte del ricognitore tedesco solamente 105 Ju 88 erano disponibili per l'azione, che venne immediatamente avviata.

Navi alleate in fiamme nel porto

Alle 19:30 dal suo ufficio sul mare, Doolittle sentì il rombo degli aerei, ma non erano dei C-47 come lui pensava, bensì i primi due incursori della Luftwaffe che sganciarono scatole piene di striscioline di stagnola, che gli alleati chiamavano Window (finestra) i tedeschi Düppel (imbroglio), che servivano a deflettere e a disperdere i segnali radar.
La maggior parte degli aerei tedeschi decollò da cinque aeroporti nel nord Italia (tra cui Orio al Serio e Ronchi dei Legionari), mentre alcuni erano provenienti da due aeroporti nei pressi di Atene.
Ai piloti dei bombardieri fu ordinato di volare verso est fino a circa 30 miglia a nord-est di Bari, dove alle 19.25 avvenne il concentramento dello stormo, da dove gli aerei virarono verso sud-ovest e raggiunsero la città volando a bassissima quota per sfuggire ai radar nemici. Per motivi tecnici 17 apparecchi dovettero abbandonare la rotta sull'Adriatico per cui gli aerei effettivamente partecipanti alla fase finale dell'attacco furono 88.

Altre navi alleate in fiamme

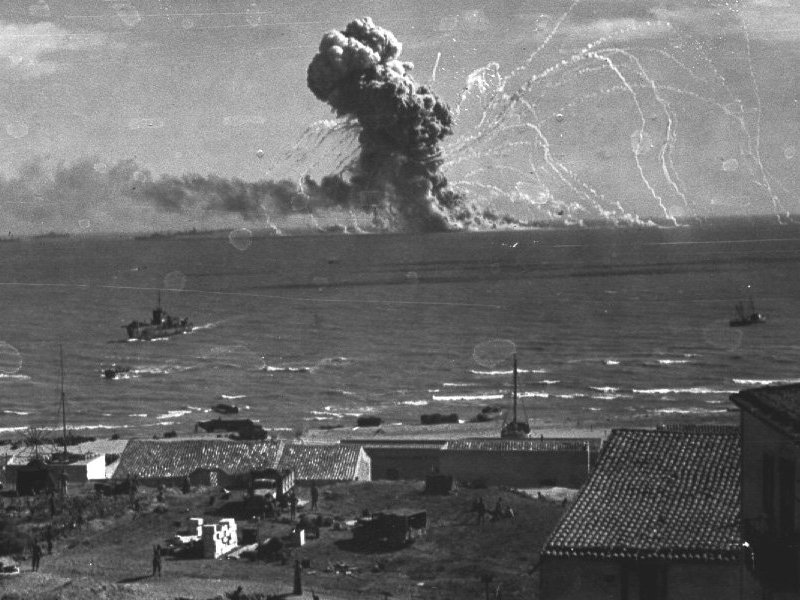

Lo stormo compatto giunse in prossimità del molo foraneo del porto di Bari; lo stratagemma di occultamento radar funzionò in pieno, anche grazie al fatto che il radar principale inglese, quello che per primo avrebbe dovuto lanciare l'allarme ed era situato sul tetto del teatro Margherita al termine di corso Vittorio Emanuele, in riva al mare, non funzionava da giorni. I caccia britannici, che come ogni giorno venivano mandati a pattugliare il cielo fino al crepuscolo, erano già rientrati, mentre i comandi alleati avevano imposto all'artiglieria navale di sparare solo in caso di attacco in corso, per scongiurare il pericolo di fuoco amico.
Questa concomitanza di fattori favorevoli consentì ai primi venti bombardieri Ju 88, guidati dalle luci portuali e dai propri razzi, di giungere sugli obiettivi ad appena cinquanta metri d'altezza. Dal porto si alzarono le scie di alcuni traccianti, ma i cannonieri, accecati dal chiarore, spararono a casaccio contro gli incursori. Le prime bombe caddero nel centro della città e uccisero soldati e civili vicino all'Hotel Corona. Altre bombe squarciarono le condutture di carburante nel porto, e il petrolio si sparse ovunque; la fiancata della Joseph Wheeler venne squarciata da una bomba, mentre un'esplosione distrusse il ponte della John Bascom. Il carico sanitario di questa nave prese rapidamente fuoco e gli ormeggi di poppa bruciarono, e la nave finì contro la John L. Motley, carica di 5000 tonnellate di munizioni, che era peraltro già stata colpita da una bomba al portello numero 5. La Motley in fiamme andò a cozzare contro la diga marittima ed esplose, uccidendo 64 uomini dell'equipaggio. Lo scoppio demolì la fiancata sinistra della Bascom, mentre un ordigno esplose nella sottocoperta del mercantile britannico Fort Athabaska, uccidendo 45 dei suoi 55 uomini dell'equipaggio. Inizialmente il vento soffiava in direzione opposta alla città, in modo tale da agevolare la popolazione, ma in poco tempo cambiò direzione; la zona attorno al porto venne invasa dal fumo. In aggiunta, le acque del mare vennero invase dalle fiamme dato che nafta e altri combustibili bruciavano sulla sua superficie; molti marinai perirono nel tentativo di tornare sulla terra ferma.

## Le conseguenze

### I danni alle infrastrutture e i casi clinici

Macerie del porto nei primi giorni successivi all'attacco

Il porto rimase inoperativo per tre settimane e tornò in piena efficienza solo a febbraio 1944; in quella mezz'ora di bombardamento erano state distrutte circa 38.000 tonnellate di materiale, inclusa una grande quantità di attrezzature mediche, e oltre 10.000 tonnellate di lastre d'acciaio destinate alla costruzione degli aeroporti. 
Il cacciatorpediniere di scorta HMS Bicester danneggiato dal bombardamento fu rimorchiato in direzione del porto di Taranto il giorno dopo, ma durante il tragitto parte del personale accusò disturbi agli occhi, come ad esempio dolori e bruciori; nonostante tutto ciò la nave riuscì faticosamente ad arrivare alla sua destinazione.

Militari britannici osservano le navi ancora in fiamme durante i giorni successivi

Fin dalle primissime ore seguenti all'attacco gli ospedali militari si riempirono di uomini, tra cui molti marinai con gravi irritazioni agli occhi, polso debole e pressione bassa, in uno stato quasi letargico. Le prime vescicole piene di liquido apparvero sui pazienti il venerdì mattina, che furono diagnosticate come «dermatite non ancora identificata». Le autorità ospedaliere non furono avvertite della presenza di iprite in una delle navi colpite, per cui centinaia di persone non vennero trattate con le semplici precauzioni che potevano salvargli la vita, ad esempio togliendosi i vestiti che erano stati esposti al gas e lavarsi, cosicché moltissimi continuarono a respirare le esalazioni inodori emanate dai loro vestiti. 
Le notizie del bombardamento furono immediatamente sottoposte alla massima censura, soprattutto per cercare di non far trapelare la notizia del carico di iprite a bordo della Harvey. Coloro che erano a conoscenza del carico si riunirono a Bari alle 14:15 di venerdì: sei ufficiali britannici e americani decisero che per questioni di sicurezza «non bisognava dare l'allarme generale», e le uniche misure adottate furono quelle di disinfettare i frangiflutti del molo 29 con una tonnellata di candeggina e affiggere cartelli con scritto "Pericolo - Esalazioni" La prima morte a causa dell'iprite avvenne circa 18 ore dopo l'attacco, e ne seguirono subito altre, ma se la segretezza alleata riuscì ad ingannare inizialmente la gente comune, non fece altrettanto con il nemico. La famosa annunciatrice radio tedesca Axis Sally disse ironicamente, durante una trasmissione di propaganda: «Vedo che voi ragazzi vi avvelenate con i vostri stessi gas», e nei giorni subito dopo la divisione Hermann Göring e altre unità presenti in Italia intensificarono l'addestramento alla guerra chimica, mentre un memorandum dell'alto comando tedesco ammoniva: «Gli alleati potrebbero cominciare a lanciare i gas».

L'enorme fumo provocato dalle esplosioni delle navi colpite invase il porto per diversi giorni

I medici non ci misero molto tempo a rendersi conto che la "dermatite", i cui sintomi andavano dalla pelle bronzea alle pustole enormi, fosse dovuta all'esposizione all'iprite. Più di mille soldati alleati morirono o risultarono dispersi, mentre gli ospedali militari confermarono 617 casi di contaminazione, 83 dei quali mortali, anche se l'inchiesta successiva parlò di «molti altri per i quali non esistono testimonianze». Anche tra i civili ci furono all'incirca un migliaio di vittime, ma nessun resoconto ha mai chiarito il numero delle persone tra la popolazione che perirono a causa della contaminazione chimica. 
Per motivi di sicurezza in un memorandum del quartier generale alleato dell'8 dicembre, tutti questi casi vennero diagnosticati come «dermatite non identificata», e i generali alleati tennero la massima riservatezza sia con la stampa sia con i sottoposti. 
Successivamente Eisenhower ordinò la creazione di una commissione segreta d'inchiesta, che nel marzo 1944 concluse che i casi di "dermatite" furono causati dalla fuoriuscita di iprite dalla stiva della John Harvey. Winston Churchill, tuttavia, ordinò che tutti i documenti britannici venissero classificati e segretati, elencando le morti per iprite come "ustioni a causa di un'azione nemica", mentre lo stesso Eisenhower, seppur confermando nel suo libro di memorie la presenza di iprite, si mantenne vago, sostenendo che il vento che spirava verso il largo spinse il gas lontano dal porto, senza causare vittime.

### Le ripercussioni nel secondo dopoguerra

Una nave cargo in fiamme

I documenti al riguardo dell'attacco furono declassificati dal governo statunitense solamente nel 1959, ma l'episodio rimase all'oscuro fino al 1967, anno in cui l'Istituto navale statunitense pubblicò sulla rivista «Proceedings» un saggio sull'argomento, cui seguì nel 1971 un libro di Glenn Infield, Disaster at Bari. Nel 1986 il governo britannico finalmente ammise che i sopravvissuti del bombardamento di Bari erano stati esposti a gas tossici e modificarono di conseguenza i pagamenti delle loro pensioni.
Nel suo lavoro autobiografico Destroyer Captain pubblicato nel 1975 da William Kimber & Co, il Lieutenant Commander (equivalente a capitano di corvetta) Roger Hill descrive il rifornimento della HMS Grenville a Bari poco dopo l'attacco. Egli descrive il danno subito e dettagli di come un carico di iprite sia stato portato in porto a causa di rapporti di intelligence che ha descritto, a posteriori, come "incredibili".
Il dott. Stewart F. Alexander, uno dei medici che a metà dicembre furono inviati a Bari nel contesto dell'inchiesta segreta voluta da Eisenhower, conservò molti campioni di tessuto dalle vittime sottoposte ad autopsia e dopo la seconda guerra mondiale questi campioni divennero molto utili nello sviluppo di una prima forma di chemioterapia a base di iprite, la mecloretamina.
A conseguenza di questo incidente, fu creato dagli alleati un programma di ricerca segreto sugli effetti dei gas sull'uomo. A studiare l'effetto dell'azotiprite furono chiamati due scienziati dell'università di Yale, Louis Goodman e Alfred Gilman. Studiando gli effetti mielotossici selettivi che si erano riscontrati su sopravvissuti agli effetti vescicanti dell'iprite a Bari, (effetti per altro già individuati nel 1919 da Edward ed Helen Krumbhaar, una coppia di patologi americani, su pochi reduci intossicati dal gas dopo il suo massiccio impiego bellico nella prima guerra mondiale e che, pubblicati su una rivista medica secondaria, passarono inosservati agli oncologi del tempo), diedero il via ad una sperimentazione controllata dapprima su modelli animali e poi su alcuni malati di neoplasie di origine linfatica. Riscontrarono remissioni significative, anche se di breve durata, ma i risultati non poterono essere pubblicati se non dopo la fine della guerra, per il vincolo di segretezza che copriva il programma militare. Fu comunque il primo tentativo di terapia antitumorale attraverso un approccio farmacologico a poter vantare un certo grado di successo, e viene per questo considerato l'atto di nascita della moderna chemioterapia.
Nel 1988, grazie agli sforzi di Nick T. Spark e dei senatori Dennis DeConcini e Bill Bradley, Alexander ha ricevuto la nomina ad honorem di  Surgeon General of the United States Army per le sue azioni all'indomani del disastro barese.
Da uno studio del 2001 dell'Istituto di medicina del lavoro dell'Università di Bari risulta che per anni i pescatori locali siano incappati con le reti negli ordigni inesplosi ma corrosi dall'acqua marina, che in diverse occasioni avrebbero disperso il loro contenuto tossico nell'acqua del porto, creando ripetuti incidenti e 236 ospedalizzazioni, delle quali cinque con esito mortale.

## I danni e le perdite

Immagine del molo devastato

La Liberty Samuel J. Tilden, colpita da una bomba in sala macchine e poi mitragliata da un aereo tedesco, fu affondata da un siluro lanciato da una nave britannica perché non appiccasse il fuoco ad altri vascelli, mentre il cargo polacco Lwów fu colpito da due bombe e prese rapidamente fuoco. Circa mezz'ora dopo, l'ultimo aereo tedesco sganciò il suo carico di bombe e virò verso nord, mettendo termine al raid: il marinaio Warren Brandenstein riferì che: «Tutto il porto era in fiamme, la superficie dell'acqua bruciava e le navi divorate dal fuoco esplodevano».
Tra le numerose navi colpite ci fu anche la Liberty John Harvey, insieme al suo carico di iprite, che esplose pochi istanti dopo l'esplosione della Motley, uccidendo il comandante e 77 uomini. La violenza dell'esplosione della Harvey squarciò la nave da trasporto Testbank, provocando la morte di altri 70 marinai, e strappò via le porte del piroscafo statunitense Aroostook, carico di 19.000 barili di carburante a cento ottani per aviazione. Le esplosioni squarciavano il cielo notturno, e dalle navi in fiamme si innalzavano roghi, mentre detriti infuocati erano sparsi ovunque nel porto. Andarono in frantumi persino i vetri delle finestre del quartier generale di Harold Alexander, a dodici chilometri di distanza, e le tegole volarono dai tetti, spinte dal vento rovente che in poco tempo aveva riempito l'aria. Il giovane ufficiale George Southern imbarcato sull'HMS Zetland, nel dopoguerra ricordò nel suo libro Poisonous Inferno: «Mi pareva di scoppiare, di bruciare dentro», mentre un marinaio britannico sulla Vulcan vide: «centinaia di ragazzi che nuotavano disperatamente e affondavano urlando e invocando aiuto».

Navi alleate in fiamme dopo la sortita aerea tedesca

Centinaia di civili morirono a causa dei crolli o calpestati mentre correvano a ripararsi, mentre i marinai dei mercantili e i portuali italiani giacevano morti lungo i frangiflutti o galleggiavano a faccia in giù nell'acqua satura di petrolio e agenti tossici del porto. Sul molo orientale una lancia norvegese trasse coraggiosamente in salvo sessanta uomini intrappolati dal fuoco, nel porto avvolto dal fumo, moltissimi scafi continuavano a bruciare e le esplosioni si susseguirono per tutta la notte, mentre decine di medici e infermieri accorrevano ai moli. L'inviato di Life Will Lang, annotò così sul suo diario: «Tante lingue di fuoco come in una foresta... Così se ne vanno le munizioni di Monty». In totale affondarono 17 navi e otto subirono gravissimi danni, quel giorno gli alleati subirono «l'attacco a sorpresa più devastante dopo Pearl Harbor» come scrisse a metà dicembre il The Washington Post.
Presumibilmente solo 2 furono gli aerei persi dai tedeschi; uno fu visto cadere nelle acque del porto vecchio. Il cessato allarme fu invece dato alle 23, quando le sirene suonarono.
Le navi affondate e danneggiate complessivamente furono:
| Nome             | Bandiera    | Tipo           | Note                                                                               |
| ---------------- | ----------- | -------------- | ---------------------------------------------------------------------------------- |
| Ardito           | Italia      | Dragamine      | 32 GRT                                                                             |
| Barletta         | Italia      | Nave cargo     | 1.975 GRT - 44 marinai morirono, recuperata e rientrata in servizio nel dopoguerra |
| Bollsta          | Norvegia    | Nave cargo     | 1.832 GRT - recuperata e rinominata come Stefano M.                                |
| Devon Coast      | Regno Unito | Nave costiera  | 646 GRT                                                                            |
| Fort Athabaska   | Canada      | Classe Liberty | 7.132 GRT                                                                          |
| Frosinone        | Italia      | Nave cargo     | 5.202 GRT - già danneggiato il 9 settembre 1943 e impossibilitato a muovere        |
| John Bascom      | Stati Uniti | Classe Liberty | 7.172 GRT - 10 marinai morirono                                                    |
| John Harvey      | Stati Uniti | Classe Liberty | 7.177 GRT                                                                          |
| John L. Motley   | Stati Uniti | Classe Liberty | 7.176 GRT - 30 marinai morirono (nave trasporto munizioni)                         |
| Joseph Wheeler   | Stati Uniti | Classe Liberty | 7.176 GRT - 41 marinai morirono                                                    |
| Lars Kruse       | Regno Unito | Nave cargo     | 1.807 GRT - 19 marinai morirono                                                    |
| Lom              | Norvegia    | Nave cargo     | 1.268 GRT - 4 marinai morirono                                                     |
| Lwów             | Polonia     | Nave cargo     | 1.409 GRT                                                                          |
| MB 10            | Italia      | Motosilurante  | 13 t dislocamento                                                                  |
| Norlom           | Norvegia    | Nave cargo     | 6.412 GRT - 6 marinai morirono                                                     |
| Porto Pisano     | Italia      | Nave costiera  | 226 GRT                                                                            |
| Puck             | Polonia     | Nave cargo     | 1.065 GRT                                                                          |
| Samuel J. Tilden | Stati Uniti | Classe Liberty | 7.176 GRT                                                                          |
| Testbank         | Regno Unito | Nave cargo     | 5.083 GRT - 70 marinai morirono                                                    |

Alcune fonti indicano tra le navi affondate anche il piroscafo italiano Volodda da 4.673 GRT; tuttavia la nave, già danneggiata da cariche collocate dai tedeschi il 9 settembre 1943 e immobilizzata nel porto di Bari in condizioni di quasi affondamento, non è conteggiata da diverse altre fonti tra le navi affondate nell'incursione del 2 dicembre.
| Nome              | Bandiera    | Tipo                           | Note                                                                                              |
| ----------------- | ----------- | ------------------------------ | ------------------------------------------------------------------------------------------------- |
| Aroostook         | Stati Uniti | Cisterna militare              | 1.840 GRT                                                                                         |
| Bicester          | Regno Unito | Nave cargo                     | 1.050 GRT                                                                                         |
| Brittany Coast    | Regno Unito | Nave cargo                     | 1.389 GRT                                                                                         |
| Cassala           | Italia      | Petroliera                     | 1.797 t dislocamento - già danneggiata e semiaffondata nel porto, considerata come non riparabile |
| Crista            | Regno Unito | Nave cargo                     | 1.389 GRT                                                                                         |
| Dagö              | Lettonia    | Nave cargo                     | 1.996 GRT - danni leggeri                                                                         |
| La Drôme          | Francia     | Nave cargo                     | 1.055 GRT - danni leggeri                                                                         |
| Fort Lajoie       | Canada      | Classe Liberty                 | 7.134 GRT                                                                                         |
| Grace Abbott      | Stati Uniti | Classe Liberty                 | 7.191 GRT                                                                                         |
| John M. Schofield | Stati Uniti | Classe Liberty                 | 7.181 GRT                                                                                         |
| Lyman Abbott      | Stati Uniti | Classe Liberty                 | 7.176 GRT                                                                                         |
| Odysseus          | Paesi Bassi | Nave cargo                     | 1.057 GRT                                                                                         |
| Vest              | Norvegia    | Nave cargo                     | 5.074 GRT                                                                                         |
| Vienna            | Regno Unito | Nave appoggio                  | 4.227 GRT                                                                                         |
| HMS Zetland       | Regno Unito | Cacciatorpediniere classe Hunt | 1.050 t dislocamento                                                                              |

### Esplicative
1. ↑  Nel corso del secondo conflitto nessun gas venefico fu usato nei campi di battaglia ma sia gli alleati che i tedeschi ne avevano numerose scorte, presumibilmente come deterrente, nel caso l'avversario ne avesse fatto uso. I tedeschi, ad esempio, avevano ingenti quantità di Tabun, un altro devastante gas nervino[12].

### Bibliografiche
1. ↑   Nicola Antonio Imperiale, Accadde a Bari – I bombardieri tedeschi affondano le navi alleate nel porto (1943), su bari-e.it.
2. 1 2  Atkinson, p. 324.
3. ↑  Atkinson, pp. 324-327.
4. 1 2 3 4  Atkinson, p. 319.
5. ↑   Frido von Senger und Etterlin, La guerra in Europa. Il racconto di un protagonista, Milano, Longanesi, 2002  [1960],  pp. 248-249, ISBN 88-304-1954-0.
6. ↑  Orange, p. 175.
7. 1 2  Atkinson, p. 322.
8. ↑  Saunders, p. 36.
9. ↑  Atkinson, pp. 319-320.
10. 1 2 3  Atkinson, p. 320.
11. 1 2 3  Atkinson, p. 321.
12. 1 2 3   Ciro Luongo, La nostra storia (PDF), in Obiettivo Sicurezza, Rivista ufficiale dei Vigili del Fuoco, ottobre 2004,  pp. 56-58. URL consultato il 19 ottobre 2015 (archiviato dall'url originale il 10 marzo 2014).
13. ↑  Infield, p. 28.
14. ↑  (EN) Guy Faguet, The War on Cancer, Springer, 2005,  p. 70, ISBN 1-4020-3618-3.
15. 1 2 3 4   Sergio Lepri, Il bombardamento di Bari (PDF), su sergiolepri.it. URL consultato il 19 ottobre 2015.
16. ↑  Atkinson, pp. 321-322.
17. 1 2  Orange, p. 176.
18. ↑  Infield, p. 235.
19. ↑   HMS Bicester (L34), su naval-history.net. URL consultato il 20 ottobre 2015.
20. ↑  Pechura, p. 44.
21. ↑  Southern, p. 86.
22. ↑  Atkinson, pp. 324-325.
23. ↑  Atkinson, p. 325.
24. ↑  Atkinson, p. 327.
25. ↑  Atkinson, pp. 325-326.
26. 1 2 3  Atkinson, p. 326.
27. ↑  Infield, p. 207.
28. ↑   Francesco Morra, 2 dicembre 1943 il disastro di Bari: la successiva inchiesta che portò alla nascita della chemioterapia, su bari-e.it.
29. ↑   Siddhartha Mukherjee, L'imperatore del male. Una biografia del cancro, Neri Pozza Editore, luglio 2011,  pp. 151-153, ISBN 978-88-545-0331-1.
30. ↑  (EN) Tucson senior helps retired doctor receive military honor, in Mojave Daily Miner, Associated Press, 20 maggio 1988,  p. B8. URL consultato il 20 ottobre 2015.
31. ↑   Mare all'iprite, è negli abissi il vero pericolo, su ricerca.repubblica.it, la Repubblica. URL consultato il 12 gennaio 2021.
32. ↑  George Southern, op. cit. p. 36. Vedi: Atkinson, p. 323.
33. ↑  Atkinson, p. 323.
34. 1 2 3 4 5 6  Francesco Mattesini, La partecipazione tedesca alla guerra aeronavale nel Mediterraneo (1940-1945), p. 536-537, nota n. 8.
35. ↑   Barletta (+ 1943), su wrecksite.eu, Wrecksite. URL consultato il 28 luglio 2011.
36. 1 2 3 4 5 6 7 8 9 10 11 12 13 14 15 16 17  (EN)   D/S Bollsta, su warsailors.com, Warsailors. URL consultato il 25 gennaio 2012.
37. ↑   Bollsta (+ 1943), su wrecksite.eu, Wrecksite. URL consultato il 28 luglio 2011 (archiviato dall'url originale il 22 marzo 2012).
38. ↑   Devon Coast (+ 1943), su wrecksite.eu, Wrecksite. URL consultato il 28 luglio 2011 (archiviato dall'url originale il 22 marzo 2012).
39. ↑   Fort Athabasca (+ 1943), su wrecksite.eu, Wrecksite. URL consultato il 28 luglio 2011 (archiviato dall'url originale il 22 marzo 2012).
40. ↑   Frosinone (+ 1943), su wrecksite.eu, Wrecksite. URL consultato il 28 luglio 2011 (archiviato dall'url originale il 22 marzo 2012).
41. ↑   John Bascom (+ 1943), su wrecksite.eu, Wrecksite. URL consultato il 28 luglio 2011.
42. ↑   John L. Motley (+ 1943), su wrecksite.eu, Wrecksite. URL consultato il 28 luglio 2011.
43. ↑   Joseph Wheeler (+ 1943), su wrecksite.eu, Wrecksite. URL consultato il 28 luglio 2011.
44. ↑   Lars Kruse (+ 1943), su wrecksite.eu, Wrecksite. URL consultato il 28 luglio 2011 (archiviato dall'url originale il 22 marzo 2012).
45. ↑   Lom (+ 1943), su wrecksite.eu, Wrecksite. URL consultato il 28 luglio 2011 (archiviato dall'url originale il 22 marzo 2012).
46. ↑   Lwow (+ 1943), su wrecksite.eu, Wrecksite. URL consultato il 28 luglio 2011 (archiviato dall'url originale il 22 marzo 2012).
47. ↑   Puck (+ 1943), su wrecksite.eu, Wrecksite. URL consultato il 28 luglio 2011 (archiviato dall'url originale il 22 marzo 2012).
48. ↑   Lloyds's Register, Navires a Vapeur et a Moteurs (PDF), su plimsollshipdata.org, Plimsoll Ship Data. URL consultato il 28 luglio 2011 (archiviato dall'url originale il 5 giugno 2012).
49. ↑   Samuel J. Tilden (+ 1943), su wrecksite.eu, Wrecksite. URL consultato il 28 luglio 2011.
50. ↑   Testbank (+ 1943), su wrecksite.eu, Wrecksite. URL consultato il 28 luglio 2011 (archiviato dall'url originale il 22 marzo 2012).
51. ↑  Giuseppe Fioravanzo, La Marina dall'8 settembre 1943 alla fine del conflitto, Ufficio Storico della Marina Militare, p. 249.
52. ↑   Addio all'ultimo superstite dell'esplosione del porto di Bari nel 1945, su lagazzettadelmezzogiorno.it. URL consultato il 1º dicembre 2020.
53. ↑  United States - Naval chronology, World War II, Naval history Division Office of the Chief of Naval Operations Navy Department, Washington, 1955, p. 70.
54. ↑  Admiral Auphan e Jacques Mordal, La Marine Francaise dans la Seconde Guerre Mondiale, p. 639.
55. ↑   Fort Lajoie (+ 1943), su wrecksite.eu, Wrecksite. URL consultato il 28 luglio 2011 (archiviato dall'url originale il 22 marzo 2012).